# 桶

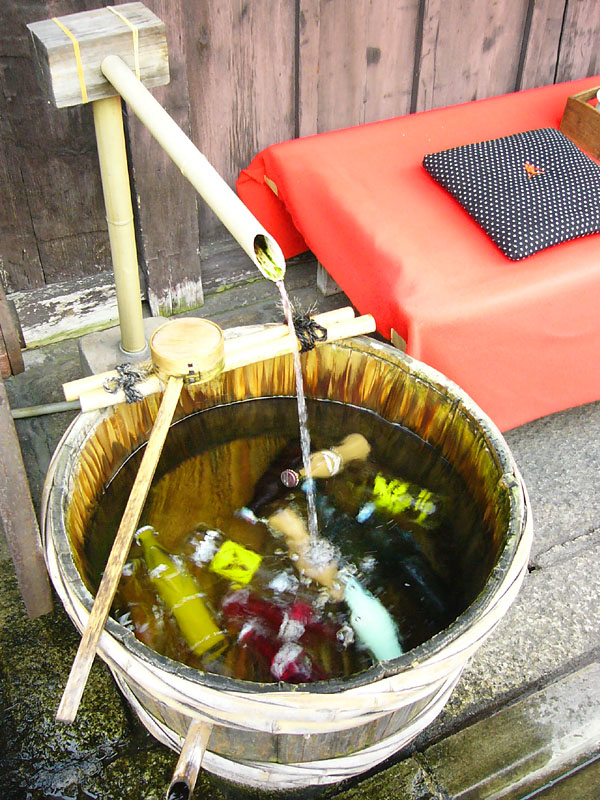
桶（結桶）

桶（おけ）は、短冊形の木材を組み合わせた円筒形木製容器。この結桶（ゆいおけ）と呼ばれる形態のほか、刳桶（くりおけ）や曲桶（まげおけ）という形態もある。家庭で水や湯を汲んだり溜めたりするための小型から、醸造業に使われる大型まで様々なサイズ・用途がある。プラスチック製の同様の形態のものも「桶」と呼ばれることがある。

## 形態

### 特徴
木製容器は刳物（くりもの）、曲物（まげもの）、組物（くみもの）、挽物（ひきもの）、結物（ゆいもの）に分類されるが、これらのうち製作技術が最も新しい年代に出現したのが結物である。
一般的にいう木製の桶は、複数の短冊状の板を側板として箍（たが）で締めたもので結物に含まれる。より古い形態では刳物や曲物の分類に対応する丸太をくり抜いた刳桶（くりおけ）や、薄板を用いた曲桶（まげおけ）もある。

### 樽と桶の区別
「樽」と「桶」の違いは、一般的には蓋が固定されているものが「樽」、口が開いているのが「桶」とされているが、側面形や板の取り方にも違いがある。
名称と構造上の分類は必ずしも一致せず、酒造用の酒母を温める暖気樽（だきだる）のように「樽」の名を持つが、構造的には桶に分類されるものもある。味噌樽も密閉した状態で用いるものではないため桶に分類される。
木桶は雑菌による腐造リスクがある半面、うまみや香りが増すメリットがある。呼称は「樽」であるが、世界最大の木樽はフンドーキン醤油（大分県臼杵市）で使われている。
風呂桶については、構造上の分類では底が抜けた構造の五右衛門風呂は桶ではなく、底のある鉄砲風呂は桶とされているが、五右衛門風呂を桶屋が製作することもあった。

## 桶の歴史

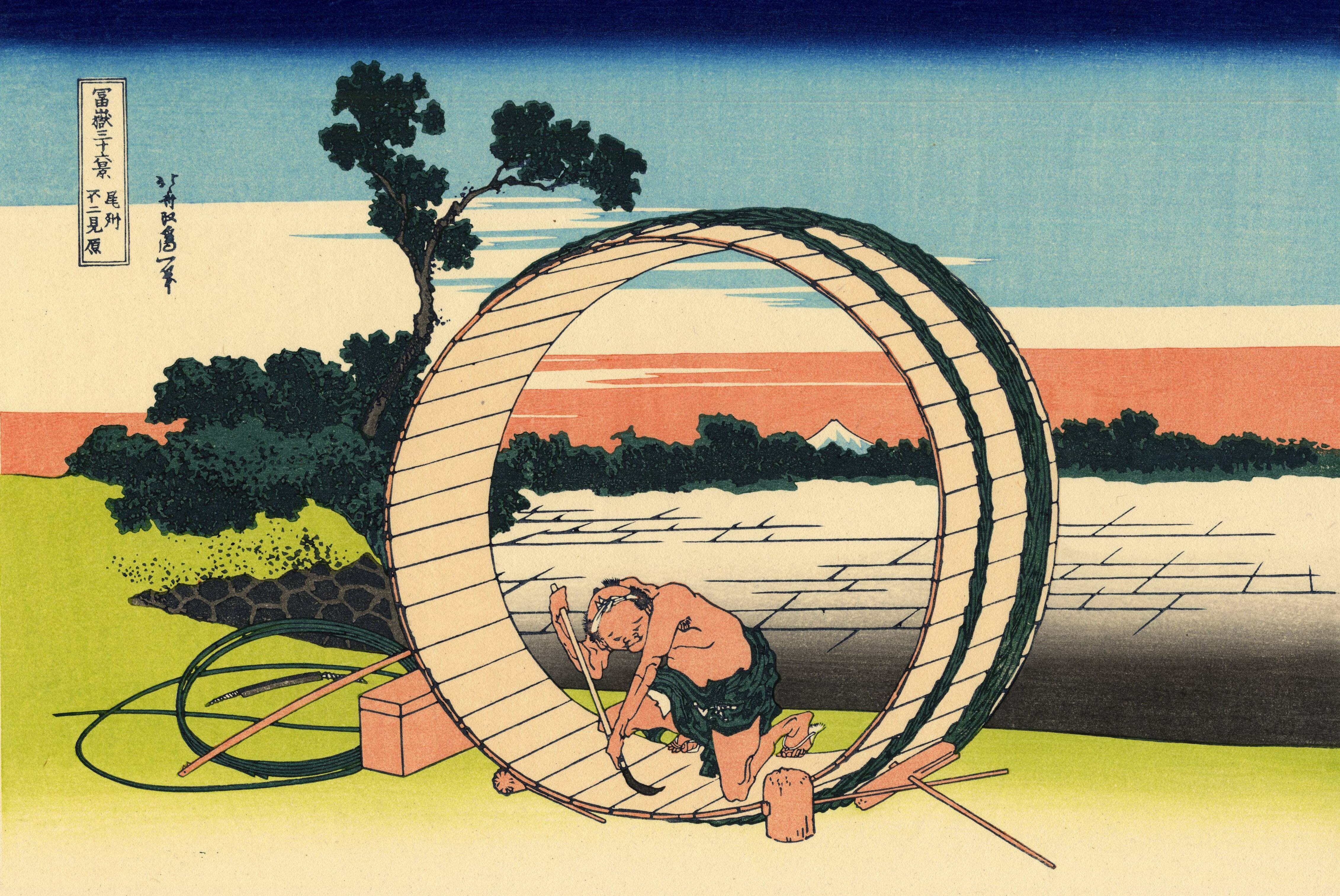
桶の製造風景を捉えた浮世絵（『冨嶽三十六景　尾州不二見原』葛飾北斎）

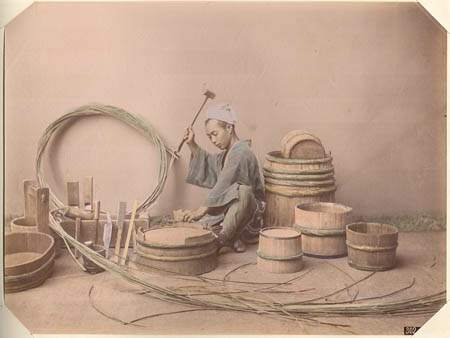
桶の製造風景

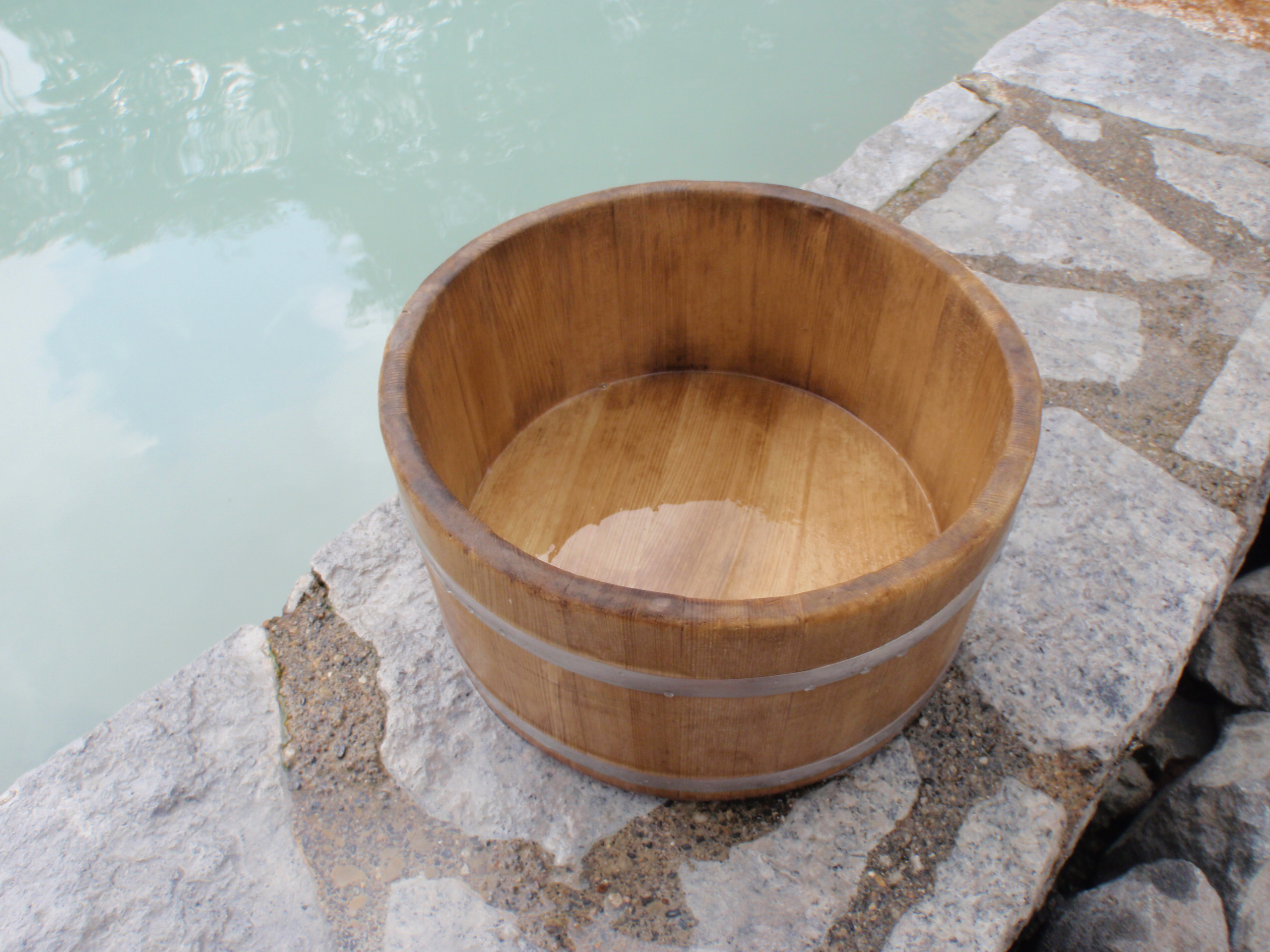
湯桶

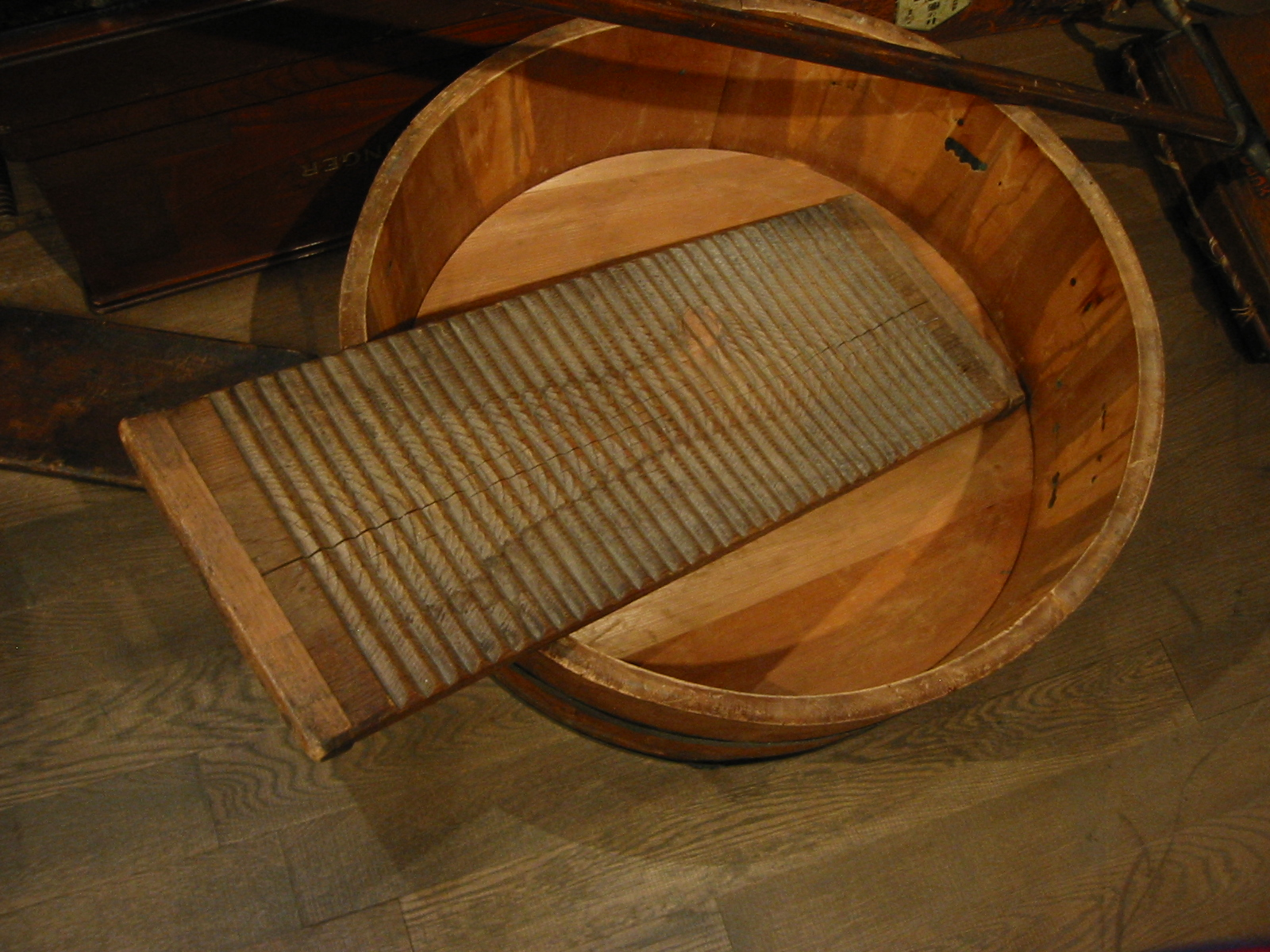
たらいと洗濯板

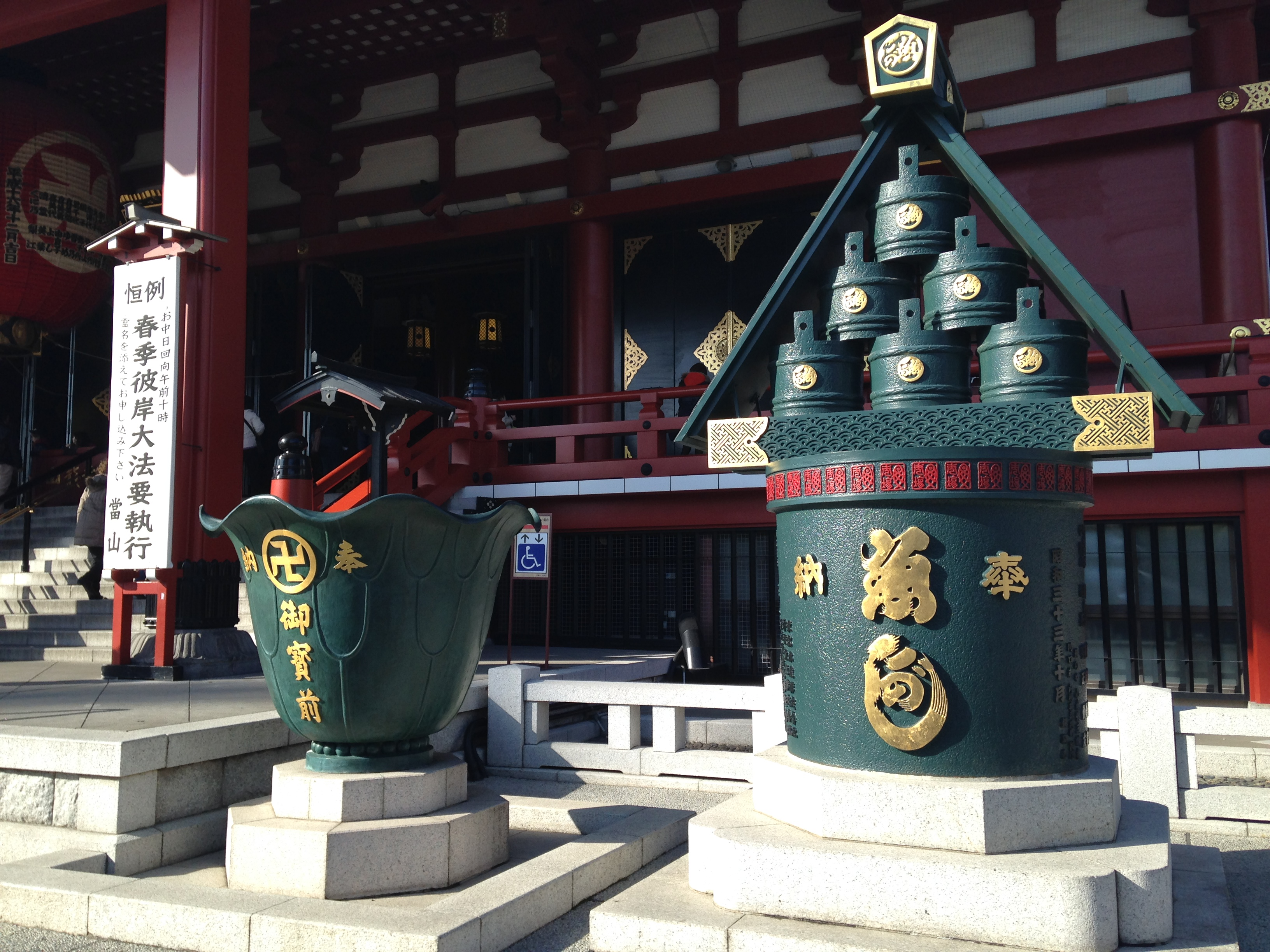
天水桶。大桶の上に手桶を積む

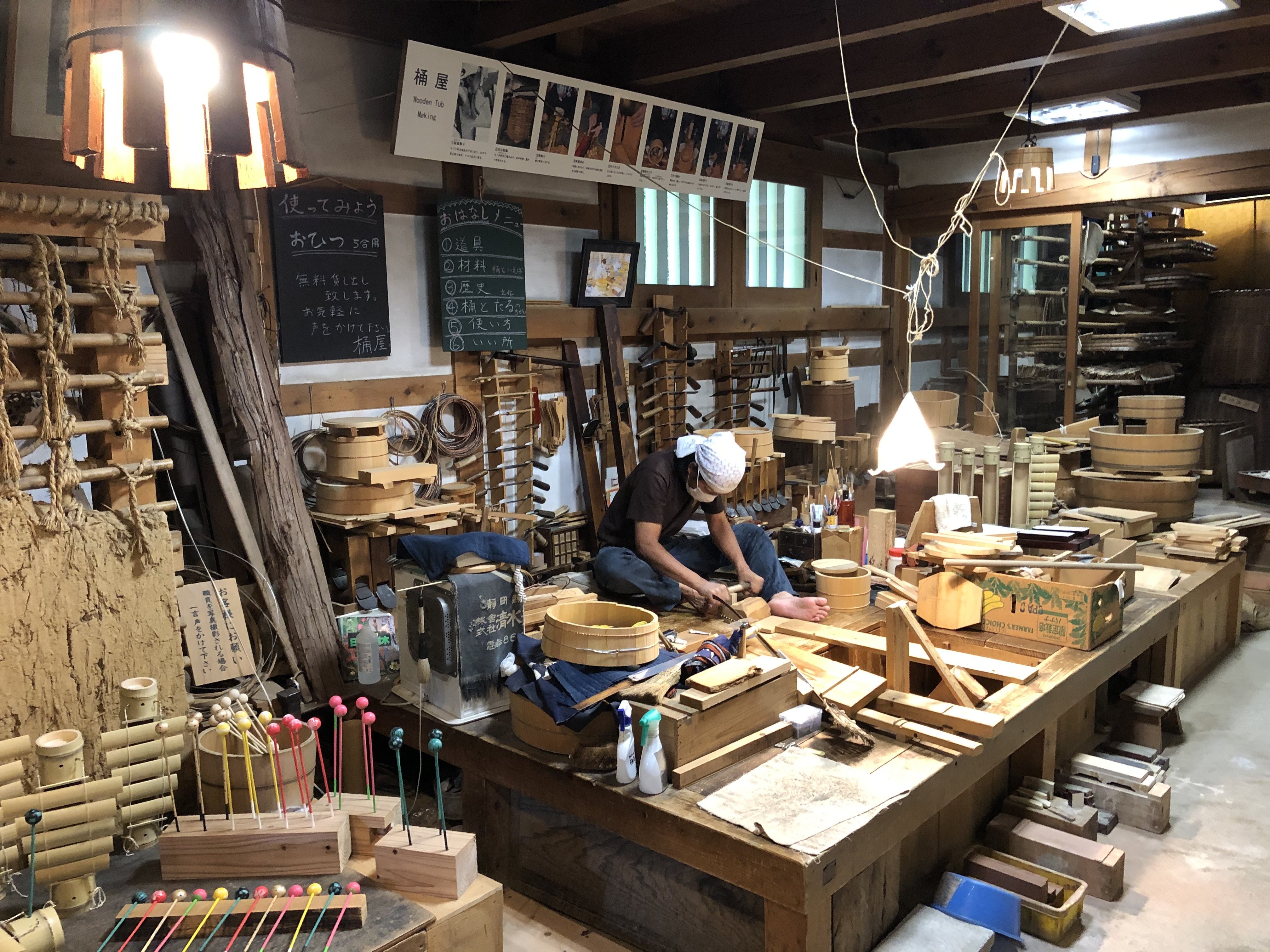
現代の桶屋（愛知県豊田市）

金属製やプラスチック製の耐水性の高い容器が普及するまでは、木製の桶が多く用いられた（手桶、湯桶など）。また、液体だけでなく米や味噌、鮓（すし）などの容器としても用いられた（寿司桶など）。
防火用に雨水を貯めておく天水桶は、寛政以降に一般化した。
湯桶としてはプラスチック容器ではあるが、広告媒体を兼ねて銭湯に置かれるケロリン桶がある。
大型の桶は、日本酒や味噌、醤油の醸造に使われた。第二次世界大戦後はプラスチックや琺瑯、金属製タンクでの醸造へ切り替えが進んだが、現代でも木桶仕込みにこだわる醸造元も多い。
日本酒業界では、桝一市村酒造場（長野県小布施町）が2000年代、各地の蔵に保管されていた酒桶の再利用を呼び掛け、30軒ほどの蔵元が賛同した。だが新注する蔵は少なく、醸造用の大型桶を作れる数少ない企業である藤井製桶所（大阪府堺市）は廃業を考えていた。しかし2014年から青島桶店(静岡県藤枝市)の後継者が弟子入りし2020年まで修行した後独立、現在藤井製桶所が唯一一人前として認めた桶屋として奮闘している。
大型のものを木桶蒸留器（焼酎製造用蒸留器）として使用する例もある。

## 容器以外の利用
楽器としてもパーカションの一種として使われ、檜製の湯桶を裏底を表にして棒等の支えを裏に取り付けて、パーカッションセットに組み込んでいる。裏底をドラムの様にドラムスティックで叩いて音を出す。たまの石川浩司が演奏していたことで知られている。

## 慣用句
- たがが弛む
- 風が吹けば桶屋が儲かる
- ドベネックの桶 - 植物学における比喩表現